# 布雷特·霍利斯特
布雷特·霍利斯特（英語：Brett Hollister，1966年5月19日—），新西兰男子赛艇运动员。他曾代表新西兰参加1984年夏季奥林匹克运动会赛艇比赛，获得男子四人单桨有舵手铜牌。